# Décathlon aux Jeux olympiques d'été de 1988
Pour un article plus général, voir Athlétisme aux Jeux olympiques d'été de 1988.
Navigation
Los Angeles 1984 Barcelone 1992
L'épreuve du décathlon aux Jeux olympiques de 1988 s'est déroulée les 28 et 29 septembre 1988 au Stade olympique de Séoul, en Corée du Sud. Elle est remportée par l'Est-allemand Christian Schenk. 
Ce dernier révéla en 2018 dans son autobiographie qu'il s'est dopé aux stéroïdes anabolisant, malgré la confession, il conserve son titre.

## Médaillés
| Or               | Argent       | Bronze     |
| Christian Schenk | Torsten Voss | Dave Steen |

## Résultats
| Rang                                | Athlète            | Pays               | Total | 100 m       | Long.      | Poids       | Haut.       | 400 m       | 110 m H     | Disque      | Perche      | Jav.        | 1 500 m           |
| ----------------------------------- | ------------------ | ------------------ | ----- | ----------- | ---------- | ----------- | ----------- | ----------- | ----------- | ----------- | ----------- | ----------- | ----------------- |
| Médaille d'or, Jeux olympiques      | Christian Schenk   | Allemagne de l'Est | 8488  | 806 11 s 25 | 918 7,43 m | 819 15,48 m | 1061 2,27 m | 866 48 s 90 | 834 15 s 13 | 855 49,28 m | 819 4,70 m  | 758 61,32 m | 752 4 min 28 s 95 |
| Médaille d'argent, Jeux olympiques  | Torsten Voss       | Allemagne de l'Est | 8399  | 890 10 s 87 | 922 7,45 m | 788 14,97 m | 776 1,97 m  | 923 47 s 71 | 916 14 s 46 | 754 44,36 m | 941 5,10 m  | 764 61,76 m | 725 4 min 33 s 02 |
| Médaille de bronze, Jeux olympiques | Dave Steen         | Canada             | 8328  | 821 11 s 18 | 920 7,44 m | 741 14,20 m | 776 1,97 m  | 895 48 s 29 | 873 14 s 81 | 739 43,66 m | 972 5,20 m  | 801 64,16 m | 790 4 min 23 s 20 |
| 4                                   | Daley Thompson     | Grande-Bretagne    | 8306  | 947 10 s 62 | 905 7,38 m | 791 15,02 m | 831 2,03 m  | 858 49 s 06 | 884 14 s 72 | 763 44,80 m | 880 4,90 m  | 799 64,04 m | 648 4 min 45 s 11 |
| 5                                   | Christian Plaziat  | France             | 8272  | 899 10 s 83 | 965 7,62 m | 703 13,58 m | 915 2,12 m  | 893 48 s 34 | 951 14 s 18 | 727 43,06 m | 880 4,90 m  | 621 52,18 m | 718 4 min 34 s 07 |
| 6                                   | Alain Blondel      | France             | 8268  | 856 11 s 02 | 918 7,43 m | 662 12,92 m | 776 1,97 m  | 936 47 s 44 | 924 14 s 40 | 689 41,20 m | 972 5,20 m  | 700 57,46 m | 835 4 min 16 s 64 |
| 7                                   | Tim Bright         | États-Unis         | 8216  | 821 11 s 18 | 826 7,05 m | 736 14,12 m | 859 2,06 m  | 845 49 s 34 | 925 14 s 39 | 699 41,68 m | 1132 5,70 m | 762 61,60 m | 611 4 min 51 s 20 |
| 8                                   | Rob de Wit         | Pays-Bas           | 8189  | 850 11 s 05 | -          | 811 15,34 m | 803 2,00 m  | 899 48 s 21 | 929 14 s 36 | 691 41,32 m | 849 4,80 m  | 783 63,00 m | 772 4 min 25 s 86 |
| 9                                   | Dave Johnson       | États-Unis         | 8180  | 827 11 s 15 | 842 7,12 m | 760 14,52 m | 831 2,03 m  | 854 49 s 15 | 891 14 s 66 | 713 42,36 m | 880 4,90 m  | 835 66,46 m | 747 4 min 29 s 62 |
| 10                                  | Pavel Tarnovetsky  | Union soviétique   | 8167  | 810 11s 23  | 881 7,28 m | 805 15,25 m | 776 1,97 m  | 880 48 s 60 | 879 14 s 76 | 829 48,02 m | 972 5,20 m  | 730 59,48 m | 605 4 min 52 s 24 |
| 11                                  | Petri Keskitalo    | Finlande           | 8143  | 874 10 s 94 | 950 7,56 m | 811 15,34 m | 776 1,97 m  | 817 49 s 94 | 942 14 s 25 | 702 41,86 m | 849 4,80 m  | 838 66,64 m | 584 4 min 55 s 89 |
| 12                                  | Beat Gähwiler (en) | Suisse             | 8114  | 821 11 s 18 | 896 7,34 m | 758 14,48 m | 749 1,94 m  | 860 49 s 02 | 836 15 s 11 | 715 42,46 m | 819 4,70 m  | 826 65,84 m | 834 4 min 16 s 74 |

Records et Performances
- AR : Record continental (area record)
- CR : Record des championnats (championship record)
- MR : Record du meeting (meet record)
- NR : Record national (national record)
- OR : Record olympique (olympic record)
- PR : Record paralympique (paralympic record)
- PB : Record personnel (personal best)
- SB : Meilleure performance personnelle de la saison (season's best)
- WL : Meilleure performance mondiale de l'année (world leader)
- WJR : Record du monde junior (world junior record)
- WR : Record du monde (world record)

Circonstances et Conditions
- DNF : N'a pas terminé (did not finish)
- DNS : N'a pas pris le départ (did not start)
- DQ : Disqualification (disqualification)
- NM : Aucun essai valable enregistré (No Mark)
- Q : Qualifié « directement » au prochain tour (ou à la prochaine compétition), lors d'une compétition majeure, grâce au classement ou à la réalisation des minima (automatic qualifier)
- q : Qualifié au prochain tour (ou à la prochaine compétition), lors d'une compétition majeure, grâce au repêchage ou à la réalisation de l'une des meilleures performances parmi celles des « non qualifiés directement » (grâce au meilleur temps ou à la meilleure distance par exemple) (secondary qualifier)